# Jan Dibbets

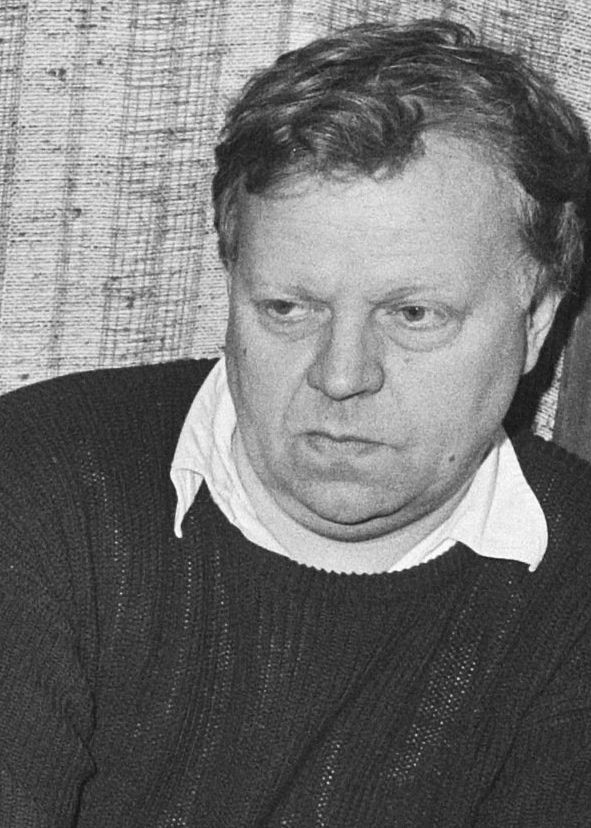
Jan Dibbets, 1986

Jan Dibbets (* 9. Mai 1941 in Weert, Niederlande) ist ein niederländischer Konzeptkünstler.

## Biographie
Dibbets absolvierte eine Ausbildung an der St. Martin’s School of Art in London. Der Künstler ist verbunden mit der Landschafts- und Konzeptkunst der 1960er und 1970er Jahre. Sein Schaffen dreht sich hauptsächlich um Licht, Beobachtung, Perspektive und Raum. Bekannt wurde er durch seine frühen Arbeiten in der Fotografie. Die Verwendung von Schnüren und Klebeband auf glatten Oberflächen formen geometrische Figuren, die perspektivische Illusionen durch die Kamera erzeugen, was wiederum eine zweite Illusion erzeugt, nach der sich die Figur gleichzeitig innerhalb und außerhalb der Bildebene befindet.
Für den Westdeutschen Rundfunk entstand 1969 sein Projekt mit dem Titel TV As a Fireplace, das aus einem von Gerry Schum gefilmten Kaminfeuer bestand. Es wurde in der Vorweihnachtszeit an sieben Tage allabendlich vom WDR 3 zum Sendeschluss jeweils für drei Minuten im neu eingeführten Farbfernsehen ausgestrahlt. Die Sendungen gehörten zu den ersten nicht angekündigten und unkommentierten künstlerischen Interventionen, die im Fernsehen gesendet wurden.
Am 15. April 1969 strahlte die ARD um 22.40 Uhr einen weiteren Film Schums mit dem Titel Land Art aus. Teil dieser Sendung war Jan Dibbets' 7,32 Minuten dauernder 16 mm Farb- und Tonfilm 12 Hours Tide Object with Correction of Perspective, der an einem niederländischen Strand aufgenommen worden war.
Jan Dibbets war Teilnehmer der Documenta 5 in Kassel im Jahr 1972, auf der Documenta 6 (1977) und der Documenta 7 im Jahr 1982 als Künstler vertreten. Von 1984 bis 2004 lehrte Jan Dibbets als Professor an der Kunstakademie Düsseldorf. Im Jahr 2000 schuf er neue Buntglasfenster für die Kathedrale von Blois.
Werke Dibbets werden unter anderem im Stedelijk Museum in Amsterdam, dem Solomon R. Guggenheim Museum in New York, dem Museum De Pont in Tilburg und dem Van Abbemuseum in Eindhoven ausgestellt.